# Campeonato Asiático de Atletismo Júnior de 2001
A 9ª edição do Campeonato Asiático de Atletismo Júnior foi o evento esportivo organizado pela Associação Asiática de Atletismo (AAA) para atletas com até 20 anos classificados como Júnior. O evento foi sediado na cidade de Bandar Seri Begawan, no Brunei, no período de 19 de julho e 22 de julho de 2001. Foram disputadas 43 provas no campeonato, tendo como destaque a China com 32 medalhas no total, sendo 19 de ouro. Oito recorde do campeonato foram quebrados dentre os quais o salto com vara feminino vencido pela chinesa Sun Yufei.

## Medalhistas

### Masculino
| Evento                      | Ouro                                                                        | Ouro     | Prata                                                                  | Prata    | Bronze                           | Bronze      |
| --------------------------- | --------------------------------------------------------------------------- | -------- | ---------------------------------------------------------------------- | -------- | -------------------------------- | ----------- |
| 100 metros                  | Salem Al-Yami · Arábia Saudita                                              | 10.49    | Liu Dapeng · China                                                     | 10.80    | Yusuke Shimizu · Japão           | 10.89       |
| 200 metros                  | Salem Al-Yami · Arábia Saudita                                              | 20.81    | Tatsuro Yoshino · Japão                                                | 21.11    | Yusuke Omae · Japão              | 21.22       |
| 400 metros                  | Hamed Al-Bishi · Arábia Saudita                                             | 46.16    | Mohd Zaiful Zainal Abidin · Malásia                                    | 46.41    | Takeharu Nakahara · Japão        | 46.88       |
| 800 metros                  | Salem Amer Al-Badri · Catar                                                 | 1:51.15  | Adam Abdou · Catar                                                     | 1:51.36  | Mohammad Al-Azemi · Kuwait       | 1:52.46     |
| 1.500 metros                | Jamal Noor · Catar                                                          | 3:47.68  | Abdulrahman Suleiman · Catar                                           | 3:49.92  | Atta Miran · Paquistão           | 3:50.48     |
| 5.000 metros                | Abdulaziz Al-Ameri · Catar                                                  | 14:20.72 | Yukihiro Motoda · Japão                                                | 14:33.94 | Chiang Chieh-Wen · Taipé Chinesa | 14:47.72    |
| 10.000 metros               | Hamed Mohamed · Catar                                                       | 30:56.38 | Majid Aman Awadh · Catar                                               | 30:59.21 | Omid Mehrabi Irão                | 32:23.40    |
| 110 metros com barreiras    | Shi Dongpeng · China                                                        | 14.05    | Nassim Brahimi · Catar                                                 | 14.33    | Yuji Ohashi · Japão              | 14.37       |
| 400 metros com barreiras    | Hamed Al-Bishi · Arábia Saudita                                             | 50.94    | Masahira Yoshikata · Japão                                             | 51.32    | Song Jung-Ho Coreia do Sul       | 51.50       |
| 3.000 metros com obstáculos | Yoshiyuki Musha · Japão                                                     | 9:07.89  | Ali Heidari Irão                                                       | 9:15.65  | Bahrin Arifin Jumat · Brunei     | 11:41.04    |
| Revezamento 4 x 100 metros  | Tailândia                                                                   | 40.11    | Japão · Tomoko Motegi · Tatsuro Yoshino · Yusuke Shimizu · Yuji Ohashi | 40.35    | Malásia                          | 41.06       |
| Revezamento 4 x 400 metros  | Japão · Naoki Ihara · Takeharu Nakahara · Masahira Yoshikata · Tomohiro Ito | 3:12.11  | Índia                                                                  | 3:12.15  | Sri Lanka                        | 3:18.17     |
| Marcha atlética 10 km       | Zhu Hongjun · China                                                         | 43:16.67 | Takayuki Tanii · Japão                                                 | 43:47.23 | Koji Takada · Japão              | 44:10.73    |
| Salto em altura             | Park Jun-Hwan Coreia do Sul                                                 | 2.15 m   | Xu Hao · China                                                         | 2.12 m   | Hiroaki Akai · Japão             | 2.06 m      |
| Salto com vara              | Sompong Saombankuay · Tailândia                                             | 4.60 m   | Hsieh Lieng-Che · Taipé Chinesa                                        | 4.20 m   | Mohamed Al-Ghadban · Kuwait      | 4.20 m      |
| Salto em comprimento        | Chao Chih-chien · Taipé Chinesa                                             | 7.66 m   | Cai Peng · China                                                       | 7.65 m   | Hiroyuki Oishi · Japão           | 7.61 m (w)  |
| Salto triplo                | Wang Yinglei · China                                                        | 15.99 m  | Kazuyoshi Ishikawa · Japão                                             | 15.92 m  | Park Hyun-Jin Coreia do Sul      | 15.91 m (w) |
| Arremesso de peso           | Amit Tyagi · Índia                                                          | 17.66 m  | Hui Zhenbao · China                                                    | 17.48 m  | Chang Ming-huang · Taipé Chinesa | 17.20 m     |
| Arremesso de disco          | Wu Tao · China                                                              | 60.14 m  | Xu Yongyi · China                                                      | 56.26 m  | Khalid Habash Al-Suwaidi · Catar | 55.28 m     |
| Lançamento do martelo       | Dilshod Nazarov · Tajiquistão                                               | 68.08 m  | Mohamed Al-Dashti · Kuwait                                             | 62.58 m  | Rakesh Kumar Yadav · Índia       | 61.27 m     |
| Lançamento do dardo         | Chen Qi · China                                                             | 77.22 m  | Ahmed Abou Jalala · Catar                                              | 70.37 m  | Hamad Al-Khalifa · Catar         | 69.41 m     |
| Decatlo                     | Pavel Dubitskiy · Cazaquistão                                               | 7051 pts | Leonid Andreev · Uzbequistão                                           | 6897 pts | Akira Oshima · Japão             | 6721 pts    |

### Feminino
| Evento                     | Ouro                                                                    | Ouro     | Prata                         | Prata    | Bronze                            | Bronze                  |
| -------------------------- | ----------------------------------------------------------------------- | -------- | ----------------------------- | -------- | --------------------------------- | ----------------------- |
| 100 metros                 | Ni Xiaoli · China                                                       | 11.74    | Mukti Saha · Índia            | 11.90    | Lin Lengmei · China               | 12.01                   |
| 200 metros                 | Ni Xiaoli · China                                                       | 23.91 w  | Rina Fujimaki · Japão         | 24.27 w  | Mukti Saha · Índia                | 24.28 w                 |
| 400 metros                 | Zhai Lin · China                                                        | 53.91    | Manjit Kaur · Índia           | 54.11    | Zhou Wei · China                  | 54.79                   |
| 800 metros                 | Yang Wei · China                                                        | 2:08.77  | No Yoo-Yeon Coreia do Sul     | 2:10.23  | Oliva Sadi · Indonésia            | 2:11.77                 |
| 1.500 metros               | Yang Wei · China                                                        | 4:28.36  | No Yoo-Yeon Coreia do Sul     | 4:31.28  | Kaori Urata · Japão               | 4:34.02                 |
| 5.000 metros               | Zhang Yuhong · China                                                    | 16:17.80 | Hiromi Koga · Japão           | 16:18.57 | Zhang Yang · China                | 16:21.41                |
| 10.000 metros              | Zhang Yuhong · China                                                    | 35:28.24 | Zhang Yang · China            | 35:31.91 | Chen Shu-Hua · Taipé Chinesa      | 38:33.79                |
| 100 metros com barreiras   | Yelena Nikitenko · Cazaquistão                                          | 13.91    | Mukti Saha · Índia            | 14.12    | Yukiko Taniguchi · Japão          | 14.20                   |
| 400 metros com barreiras   | Chiu Hsiao-Chuan · Taipé Chinesa                                        | 62.81    | Lau Lai Ha · Hong Kong        | 70.60    | Apenas dois finalizaram           | Apenas dois finalizaram |
| Revezamento 4 x 100 metros | Japão · Yuka Hayashi · Rina Fujimaki · Kanui Takahashi · Ayumi Ushihara | 46.11    | China                         | 46.45    | Tailândia                         | 47.00                   |
| Revezamento 4 x 400 metros | China                                                                   | 3:41.65  | Índia                         | 3:42.34  | Vietname                          | 3:52.34                 |
| Marcha atlética 10 km      | Sachiko Konishi · Japão                                                 | 48:12.05 | Guo Dongmei · China           | 48:21.76 | Mika Tanaka · Japão               | 49:57.73                |
| Salto em altura            | Marina Korzhova · Cazaquistão                                           | 1.85 m   | Li Rong · China               | 1.79 m   | Noengrothai Chaipetch · Tailândia | 1.73 m                  |
| Salto com vara             | Sun Yufei · China                                                       | 4.11 m   | Roslinda Samsu · Malásia      | 3.70 m   | Lin Ya-Luen · Taipé Chinesa       | 3.70 m                  |
| Salto em comprimento       | Zhou Yangxia · China                                                    | 6.21 m   | Jeong Soon-Ok Coreia do Sul   | 5.84 m   | Lin Yueh-Chin · Taipé Chinesa     | 5.58 m                  |
| Salto triplo               | Tatyana Bocharova · Cazaquistão                                         | 13.24 m  | Zhou Yangxia · China          | 13.23 m  | Yang Ya-Wen · Taipé Chinesa       | 12.55 m                 |
| Arremesso de peso          | Zhang Xiaoyu · China                                                    | 18.04 m  | Lin Chia-ying · Taipé Chinesa | 14.25 m  | Yeh Nai-Ching · Taipé Chinesa     | 11.69 m                 |
| Arremesso de disco         | Xu Shaoyang · China                                                     | 58.03 m  | Seema Antil · Índia           | 53.04 m  | Yeh Nai-Ching · Taipé Chinesa     | 47.49 m                 |
| Lançamento do martelo      | Yang Meiping · China                                                    | 65.21 m  | Rose Inggriana · Indonésia    | 45.39 m  | Archana Bara · Índia              | 44.79 m                 |
| Lançamento do dardo        | Yi Chunmei · China                                                      | 56.43 m  | Buoban Pamang · Tailândia     | 54.51 m  | Hidemi Ueki · Japão               | 48.69 m                 |
| Heptatlo                   | Anna Karpova · Cazaquistão                                              | 4992 pts | Hsieh Yi-Lun · Taipé Chinesa  | 4455 pts | Kao Wan-Ling · Taipé Chinesa      | 4282 pts                |

## Quadro de medalhas
| Ordem | País           | Ouro | Prata | Bronze |     |
| 1     | China          | 19   | 10    | 3      | 32  |
| 2     | Cazaquistão    | 5    | 0     | 0      | 5   |
| 3     | Japão          | 4    | 8     | 12     | 24  |
| 4     | Catar          | 4    | 5     | 2      | 11  |
| 5     | Arábia Saudita | 4    | 0     | 0      | 4   |
| 6     | Taipé Chinesa  | 2    | 3     | 9      | 14  |
| 7     | Tailândia      | 2    | 1     | 2      | 5   |
| 8     | Índia          | 1    | 6     | 3      | 10  |
| 9     | Coreia do Sul  | 1    | 3     | 2      | 6   |
| 10    | Tajiquistão    | 1    | 0     | 0      | 1   |
| 11    | Malásia        | 0    | 2     | 1      | 3   |
| 12    | Kuwait         | 0    | 1     | 2      | 3   |
| 13    | Indonésia      | 0    | 1     | 1      | 2   |
| 14    | Irão           | 0    | 1     | 1      | 2   |
| 15    | Hong Kong      | 0    | 1     | 0      | 1   |
| 16    | Uzbequistão    | 0    | 1     | 0      | 1   |
| 17    | Brunei         | 0    | 0     | 1      | 1   |
| 18    | Paquistão      | 0    | 0     | 1      | 1   |
| 19    | Sri Lanka      | 0    | 0     | 1      | 1   |
| 20    | Vietname       | 0    | 0     | 1      | 1   |
| Total | Total          | 43   | 43    | 42     | 128 |